# 신동엽 (시인)
신동엽(申東曄, 1930년 8월 18일~1969년 4월 7일)은 대한민국의 시인이다.
충청남도 부여 출생으로 본관은 평산(平山)이고 호는 석림(石林)이다. 1959년 조선일보 신춘문예에 《이야기하는 쟁기꾼의 대지》가 당선되면서 본격적인 작품활동을 시작하였다.

## 생애

### 어린 시절
신동엽은 1930년 8월 18일 충청남도 부여군 부여읍 동남리에서 농사를 짓는 아버지 신연순과 어머니 김영희 사이 1남 4녀 중 장남으로 태어났다. 1944년 부여국민학교를 수석으로 졸업했고, 같은 해 국가에서 숙식과 학비를 지원해 주는 전주사범학교에 입학했다. 김응교 시인이 쓴 민족시인 신동엽(사계절)에 따르면 신동엽의 재능을 발견한 사람은 그의 부친 신연순이었다. 성격이 차분한 아들을 보면서 글을 가르쳐야겠다고 생각했다. 6살때부터 글을 가르쳤으며, 없는 살림이었지만 책과 붓을 마련하였다. 또한 사범학교 시절에 독서에 힘씀으로써 아나키즘이라는 자신의 생각을 만들어 갔다.

### 학창 시절
그는 1948년 11월 이승만 정권의 토지개혁 미실시와 친일 미청산에 항의하는 동맹 휴학으로 학교에서 퇴학되었다. 고향으로 내려가 있었던 신동엽은 1949년 부여 주변에 있는 초등학교 교사로 발령을 받았다. 사범학교에서 퇴학되었지만 교원자격이 되었기 때문이었다. 하지만 3일 만에 교사직을 그만두고 단국대 사학과에 입학했다. 당시 부친은 사법 서사로 노동을 해서 버는 돈으로는 학비를 대지 못했기 때문에 밭을 내놓았다. 학문을 하겠다는 아들의 뜻을 존중한 것이었다.

### 한국 전쟁 시기
1950년 6.25 전쟁이 일어나 고향으로 내려가야 하였다. 전쟁으로 민중들이 죽어가는 모습은 서울에서는 목숨을 부지할 수 없음을 말해주었다. 1950년 7월 15일 인민군이 부여를 점령하였다. 인민군은 토지개혁과 조직사업으로써 공산주의를 실천하고 있었다. 동엽은 정치에 관심이 없었지만,동엽의 지식을 조직사업에 활용하려는 인민군의 요구로 그해 9월 말까지 부여 민주청년동맹(민청)선전부장으로 일하였다. 그런데 이는 그가 공산주의자라서가 아니었다. 동엽은 세상을 바꿔가야 한다는 공산주의자들의 생각에 동의했지만, 동엽의 생각은 공산주의자가 아니라 무정부주의자였다.
1950년 말 국민방위군에 징집됐다. 1951년 4월 30일 국민방위군이 해체되어 집에 돌아왔는데(국민방위군 사건 참조), 집에 오다 굶주림 때문에 게를 먹는 바람에 간흡충에 감염되고 말았다.

### 헌책방
1953년 단국대를 졸업한 뒤 제1차 공군 학도간부 후보생에 지원, 합격을 했으나 발령은 받지 못했다. 그 뒤 서울 성북구 돈암동에 자취방을 얻었다.
그리고 친구의 도움으로 돈암동 네 거리에 헌책방을 열었다. 신동엽은 이때 이화여고 3학년이던 부인 인병선을 만났다. 1957년 인병선과 결혼한 뒤 고향으로 낙향했다.
이때 인병선은 가난을 극복하기 위해 부여 읍내에 양장점을 열었다. 이와 함께 신동엽 또한 충남 보령군 주산농업고등학교 교사로 부임하였다. 1958년 각혈을 동반한 폐결핵을 앓게 되면서 학교를 그만두고, 서울 돈암동 처가에 아내와 자녀를 올려 보낸 뒤 고향 부여에서 요양하며 독서와 글쓰기에 빠진다.
1959년 독서와 문학 습작에 몰두하다 장시 〈이야기하는 쟁기꾼의 대지(大地)〉를 석림(石林)이라는 필명으로 조선일보 신춘문예에 당선되어 문단에 나왔다.

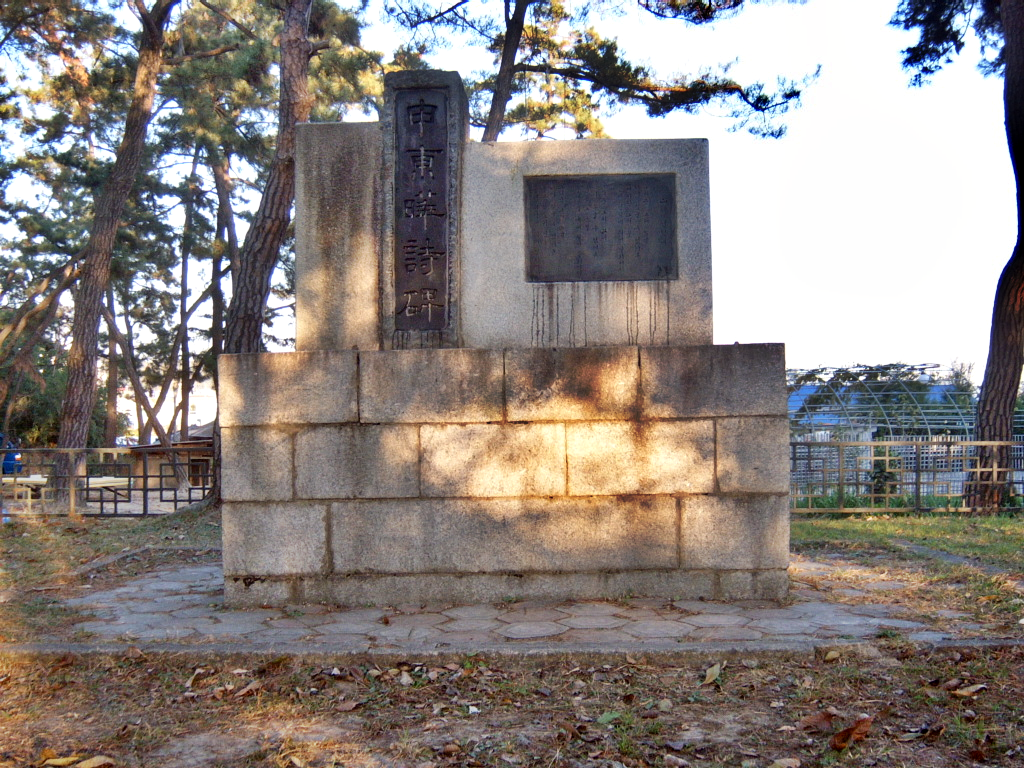
백마강 기슭에 있는 신동엽 시비

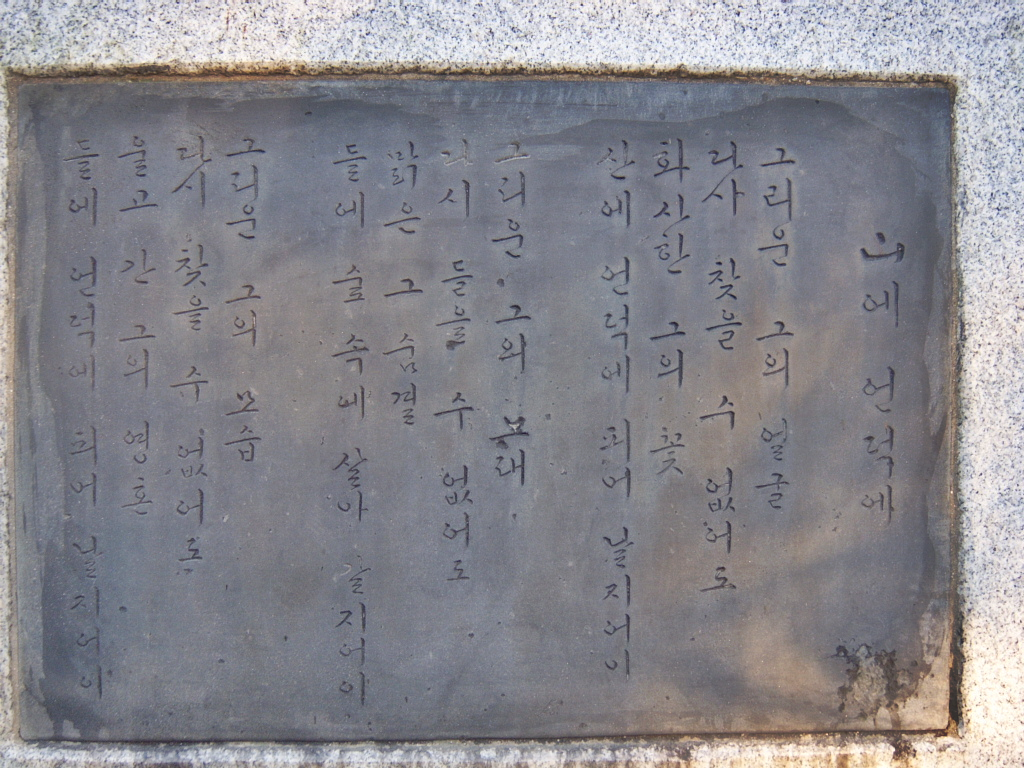
신동엽 시비(앞면 '산에 언덕에')

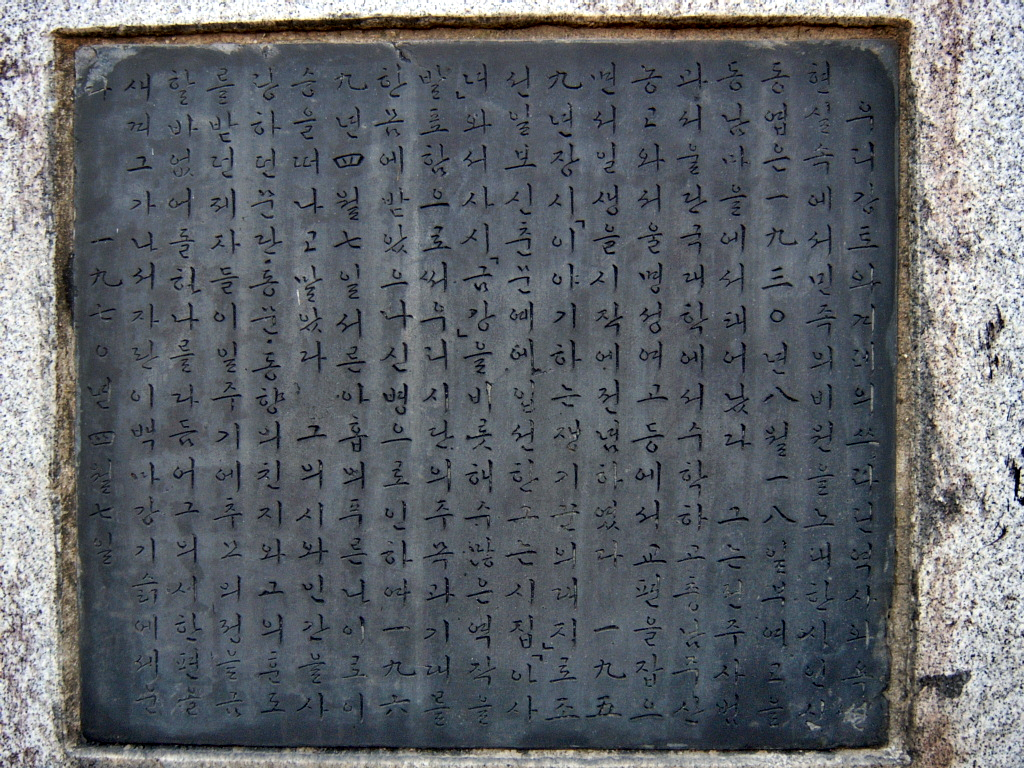
신동엽 시비(뒷면 약력)

1960년 신동엽은 건강을 되찾아 서울에 있는 '교육평론사'에 취업한 뒤 성북구 동선동에 터를 잡았다. 그해 《학생혁명시집》을 집필하며 4·19 혁명에 온몸으로 뛰어들었다. 그래서 신동엽을 가리켜 '4.19 시인'으로 평가하는 문인들이 많다.
그리고 훗날 4·19 혁명의 기억을 되살려 '누가 하늘을 보았다 하는가'와 '껍데기는 가라'라는 시가 나올 수 있었다. 1961년 명성여고 야간부 교사로 안정된 직업을 얻게 되어 시작에 몰두할 수 있는 기회를 얻게 되었다. 1964년 건국대 대학원 국문과를 졸업했다. 1963년 시집 《아사녀》를 출간하고 1967년 장편서사시 《금강》을 발표했다.
1969년 4월 7일 간암이 악화되어 38세의 젊은 나이에 사망했다.

### 증언
현재 짚풀생활사 박물관장으로 있는 부인 인병선은 “1959년에 시가 입선되고 난 후라 (신동엽 시인이) 서울에 있었다. 그때 디스토마를 앓고 있었는데 병도 좀 낫고 해서 취직을 하려는 시점이었다. 그런데 그 날 아침에 나간 사람이 하루 종일 들어오지 않았다.
저녁에 들어왔는데 얼굴은 상기돼 있었고 눈은 청명하게 빛나고 있었다”고 4.19 당시 신동엽 시인의 하루를 소개했다. “온 몸과 구두에 먼지를 뒤집어쓰고 있는 걸로 봐서 하루 종일 돌아다닌 것 같았다”훗날 4.19 시인으로 평가받는 신동엽 시인 스스로가 바로 그날 역사의 현장 한복판에서 민주주의의 함성을 온몸으로 느꼈다는 증언인 셈이다.
신동엽 시인은 인정식 선생을 누구보다 존경하고 있었다. 인 씨는 “데이트를 시작한지 3일 되던 날, 신동엽 시인이 아버지의 성함을 물어봤다. 내가 성함을 말하니까 갑자기 걸음을 멈추면서 깜짝 놀라더라. 자신이 굉장히 존경하는 분이고 그 분의 책도 다 읽었다고 했다”고 말했다. 이어 그는 “당시 우리 아버지에 대해 주위 분들도 편견을 가지고 있었다.
아버지의 사상적 문제 때문에 나도 학교에서 굉장히 외롭고 왕따를 당하는 입장이었는데 신동엽 시인이 그렇게 말해줘서 내가 너무 감동받아 마음을 금방 준 것 같다”고 밝혔다. 급속도로 사라져가는 농촌 문화를 되살리고자 줄기차게 연구해온 ‘짚풀문화’가 이제 그의 남편이다.
‘누가 하늘을 보았다 하는가. / 누가 구름 한 송이 없이 맑은 / 하늘을 보았다 / 하는가. // 네가 본 건, 먹구름 / 그걸 하늘로 알고 / 일생을 살아갔다. // 네가 본 건, 지붕 덮은 / 쇠 항아리, / 그걸 하늘로 알고 / 일생을 살아갔다. // 닦아라, 사람들아 / 네 마음속 구름 / 찢어라, 사람들아, / 네 머리 덮은 쇠항아리 // 아침 저녁 / 네 마음속 구름을 닦고 / 티없이 맑은 영원의 하늘 / 볼 수 있는 사람은 / 외경을 / 알리라 // 아침 저녁 / 네 머리 위 쇠 항아릴 찢고 / 티 없이 맑은 구원(久遠)의 하늘 / 마실 수 있는 사람은 // 연민(憐憫)을 / 알리라 / 차마 삼가서 / 발걸음도 조심 / 마음 아모리며, // 서럽게 / 아, 엄숙한 세상을 / 서럽게 / 눈물 흘려 // 살아가리라 / 누가 하늘을 보았다 하는가, / 누가 구름 한 자락 없이 맑은 / 하늘을 보았다 하는가. (‘누가 하늘을 보았다 하는가’ 전체, 초판 1979년, 개정판 1989년에 내놓은 같은 이름의 시집, 《누가 하늘을 보았다 하는가》에 수록된 신동엽의 대표적인 참여 저항시, 신동엽은 4.19 때만 잠깐 맑은 하늘이 빛났었다고 말한다)’
‘껍데기는 가라. / 사월도 알맹이만 남고 / 껍데기는 가라. // 껍데기는 가라. / 동학년(東學年) 곰나루의, 그 아우성만 살고 / 껍데기는 가라. // 그리하여, 다시 / 껍데기는 가라. / 이곳에선, 두 가슴과 그곳까지 내논 // 아사달 아사녀가 / 중립의 초례청 앞에 서서 부끄럼 빛내며 / 맞절할지니 // 껍데기는 가라. / 한라에서 백두까지 / 향그러운 흙가슴만 남고 / 그, 모오든 쇠붙이는 가라. (‘껍데기는 가라’ 전체, 1967년 1월 《52인 시집》에 수록된 신동엽의 대표적인 시)’
인병선은 ‘참여시인 신동엽의 아내’나 ‘짚풀문화 연구가’로 불리지만, 좀더 잘 아는 이들에겐 일제 강점기 때 사상가 ‘인정식씨의 딸’로도 기억된다. 그가 신 시인을 처음 만난 것은 철학도를 꿈꾸던 이화여고 3학년 때인 1953년 시인이 일하던 서울 돈암동 고서점에서였다. “온통 그에게만 심취해 있었다”는 인씨의 고백처럼 이후 둘은 담백하면서도 뜨거운 사랑을 주고받았다. 1957년 인씨는 서울대학교에 입학하였지만 중퇴를 감행하면서 가난한 시인과 결혼했다.

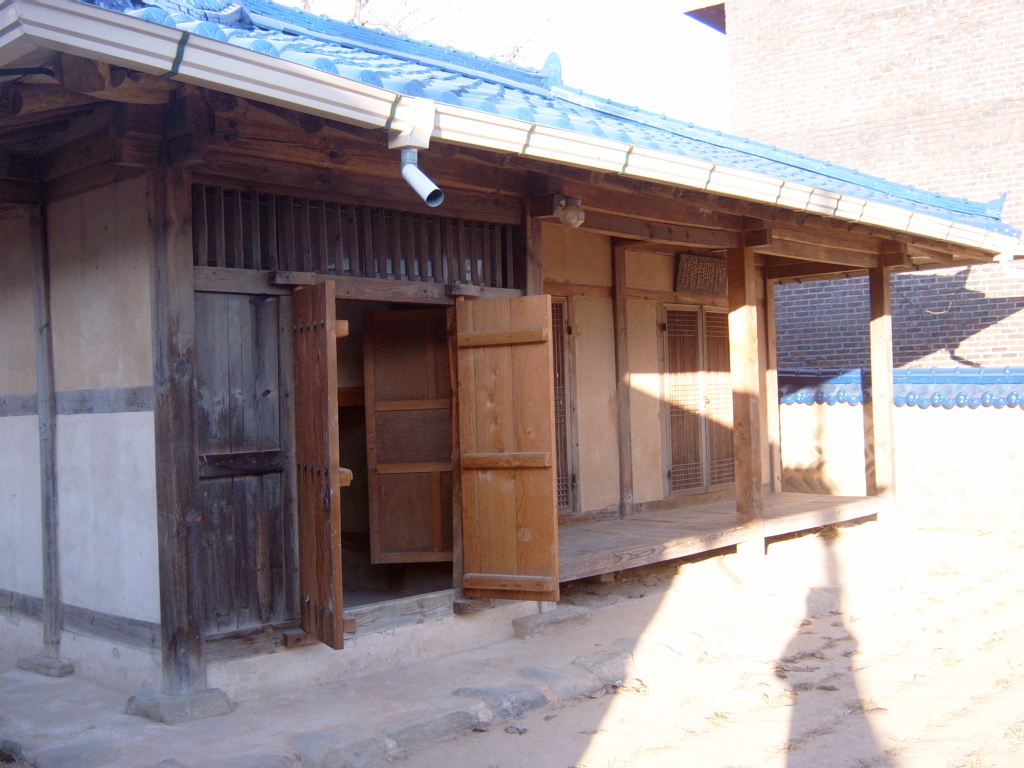
신동엽 생가

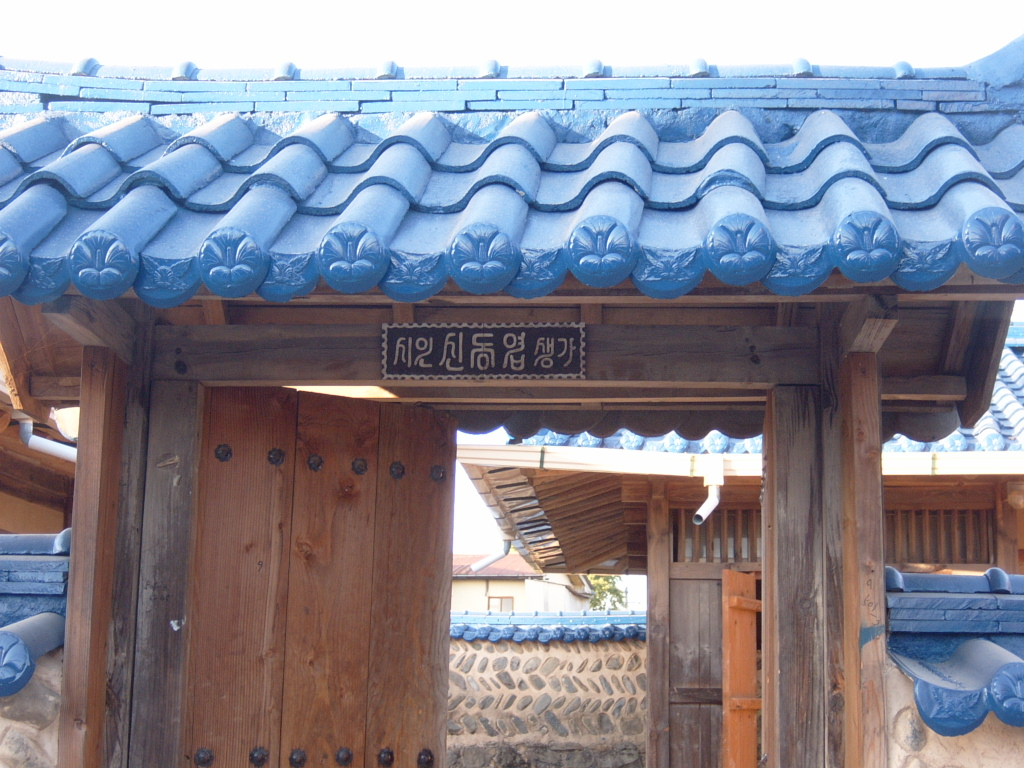
파란 기와로 단장한 부여 생가 대문

그러나 생활인으로서 대책이 없는 신 시인은 1969년 인씨와 2남 1녀를 남기고 간암으로 세상을 떠났다. 이후 인씨는 지금까지 혼자 자녀들을 키워내며 짚풀문화를 연구해 왔다. 출판사 등에 다니며 생활을 꾸려나가는 한편 신동엽 시인의 육필 원고를 모아 책을 냈다. 신 시인이 알려진 것은 온전히 인씨의 노력에 힘입은 결과다. 70년대 민주화의 상징시 ‘껍데기는 가라’는 출판되자마자 곧바로 판매 금지되지만 절창은 숨겨질 수 없었다.

## 학력
- 부여국민학교 (졸업)
- 전주사범학교 (졸업)
- 단국대학교 사학과 (학사)
- 건국대학교 대학원 국어국문학과 (석사)

## 경력
- 1958년 충남 주산농업고등학교(현재의 주산산업고등학교) 교사
- 1961년 서울 명성여자고등학교(현재의 동국대학교 사범대학 부속여자고등학교) 국어 교사
- 1966년 〈그 입술에 파인 그늘〉 국립극장 상연
- 1968년 오페라타 〈석가탑〉 드라마센터 상연

## 작품
신동엽은 민주세력에 스며든 기회주의 세력을 비판하고 통일을 노래한 〈껍데기는 가라〉를 필두로 <삼월>, <발>, <4월은 갈아엎는 달>, <주린 땅의 지도원리>, <우리가 본 하늘> 등 여러 시를 발표하였다. 그밖에 장시 〈이야기하는 쟁기꾼의 대지〉, 〈여자의 삶〉 등이 있으며, <시인정신론>, <시와 사상성> 등 평론 10여 편을 썼다. 유작으로 통일을 기원하며 쓴 〈술을 마시고 잔 어젯밤은〉 이 있으며, 사후 1975년에 《신동엽 전집》이 나왔다. 1989년에는 시 〈산에 언덕에〉가 중학교 3학년 교과서에 수록되었다.
- 신동엽 (1963). 《아사녀》. 문학사.
- 신동엽 (1975). 《신동엽 전집(증보판)(창비신서 10)》. 창작과비평사. ISBN 8936410105.
- 신동엽; 신경림 (1988). 《꽃같이 그대 쓰러진》. 실천문학사.
- 신동엽 (1989). 《누가하늘을보았다하는가: 신동엽詩選集》. 창작과비평사.
- 신동엽 (1989). 《금강》. 창작과비평사. ISBN 8936428152.
- 신동엽 (1989). 《누가 하늘을 보았다 하는가(개정판)(창비시선 20)》. 창작과비평사. ISBN 8936420208.
- 신동엽 (1989). 《錦江 창비전작시》. 창작과비평사.
- 신동엽 (1991). 《껍데기는 가라: 신 동엽 시선》. 미래사.

### 사후 평론
- 구중서 (1983). 《신동엽, 그의삶과문학》. 온누리.
- 김응교 (1994). 《금강을노래한민족시인신동엽》. 사계절. ISBN 8871965221.
- 김완하 (1995). 《신동엽시연구》. 시와시학사.
- 김준오, 신동엽 (1997). 《신동엽: 60년대의미망을위하여》. 건국대학교출판부. ISBN 8971071796.
- 구중서, 강형철 (1999). 《민족 시인 신 동엽》. 소명 출판사. ISBN 8988375106.
- 신동엽 (2004). 《신동엽 (선생님과 함께 읽는)》. 실천문학사. ISBN 8939204921.
- 김응교(인병선 감수) (2005). 《시인 신동엽》. 현암사. ISBN 893231375X.
- 최성수 (2005). 《김수영 VS 신동엽》. 숨비소리. ISBN 8990431352.
- 김응교(한병호 그림) (2005). 《신동엽(민족시인) (사계절아동문고 25)》. 사계절. ISBN 8958281146.
- 김응교 (2011). 《신동엽 (글누림 작가총서)》. 글누림. ISBN 8963271412.

### 미공개 시 발굴
1963년 7월 발행된 동인지 '시단(詩壇)' 2집에서 신동엽 시인의 시 두 편을 발견했다고 밝혔다.
수록된 시는 분단의 민족적 아픔을 절절하게 노래한 '太陽(태양) 빛나는 蠻地(만지)의 詩(시)'와 12행으로 이뤄진 간결한 시 '十二行詩(십이행시)'이다.

## 사후 기념

### 무덤
1969년 4월 9일 경기도 파주군 금촌읍 월롱산 기슭에 안장되었으며, 12월 14일 묘비가 세워졌다.
묘소는 1993년 11월 부여로 옮겨와 능산리 고분의 건너편 산에 자리를 잡았다

### 시비
신동엽이 세상을 떠난 뒤 ‘신동엽 시비 건립위원회’(위원장 구상)가 구성되었다. 문인, 동료, 제자 등 1백여 명이 참여하였으며, 건립비는 26만 3천 원이 들었고, 시비의 글씨는 박병규, 설계는 정건모, 조각은 최석구가 했다.
1970년 4월 18일 고향인 부여읍 동남리 백제교 옆 백마강 기슭에 시비〈산에 언덕에〉가 세워졌다.
이후 신동엽의 시비는 단국대학교(1990년), 부여초등학교(1999년), 전주교육대학교(2001년)에 세워졌다. 현재 신동엽 시비는 4군데에 세워져 있다.
단국대학의 신동엽 시비는 고 신동엽 24주기를 맞이하여, 1990년 4월, 시인을 흠모하는 단국대학교 교수 재학생 동문 그리고 문단의 뜻을 모아, 그가 문학의 꿈을 키우던 단국대학(서울시 용산구 한남동) 교정에 세워졌다가 2007년 단국대학의 죽전캠퍼스로의 이전에 따라 현재는 단국대학교 죽전캠퍼스 상경대학 1층 입구 앞에 세워져 있다.
부여초등학교(충남 부여군)에는 1999년 신동엽 30주기를 맞이하여 교정에 신동엽 시비가 세워졌다. 높이 2미터 정도의 단아한 신동엽 시비에는 〈금강〉의 한 구절이 적혀 있다.
전주사범대학에는 2001년 5월 15일에 제막식을 가졌다. 사범과 3회 동기생들은 졸업 50주년 기념행사의 하나로 동기생이면서 한국 시단을 빛낸 시인의 업적을 기리기 위해 신동엽 시인의 시비를 세웠다. 가로 2 미터, 세로 2.3 미터의 검은색 자연석으로 만들어진 이 시비에는 시인의 대표작으로 우리에게 익숙한 〈껍데기는 가라〉일부가 새겨져 있다.

### 신동엽 창작상
1982년 그의 뜻을 기려 신동엽창작기금이 조성되어 매해 신동엽문학상을 수여한다.

### 생가 복원
1985년 5월 유족과 문인들이 부여읍 동남리 294번지의 신동엽 생가를 복원했으며, 2003년 2월 19일 신동엽의 아들 신우섭은 생가의 영구보존을 위해 생가를 부여군에 기부했다.
생가 터는 274m2에 목조초가지붕 단층기념관 33.60m2, 부속건물 목조초가지붕 단층 관리사 24.76m2로 되어있다.

### 신동엽 문학관
부여군에서는 생가 뒷편에 연면적 800 m2 의 신동엽문학관을 2013년 5월 3일 개관하였다.

### 신동엽학회
2010년 9월 10일 신동엽을 사랑하는 문인들의 모임인 신동엽학회(회장 구중서)가 서울 종로구 혜화동에 사무실을 열었다. 이민호 (서강대학교 교수), 고명철 (문학평론가), 정우영 (상임이사) 등이 참여한 이 학회에서는 2010년 신동엽이 지향하던 “온전한 인간”이라는 뜻의 전경인(全耕人)을 넣어서 《전경인 어문연구》 창간호를 냈다.

### 추모 행사
41주기 추모 행사가 2010년 4월 17일과 4월 18일 양일간 고향인 충남 부여에서 열렸다. 부여군, 부여문화원, 한국작가회의, 신동엽학회 등이 공동 개최하는 추모행사였다. 이 행사는 부여읍 동남리 백마강변 신동엽 시비에서 추모제를 시작으로 부여청소년수련원에서 이원규 시인의 ‘늦봄의 미학, 백일홍과 신동엽’ 등 논문 발표와 함께 ‘신동엽 문학의 밤’을 가졌다. 구중서 문학평론가, 도종환 시인 등이 참석하고 맏아들 신좌섭 서울대 의대 교수도 참석해 아버지 신동엽을 회고하였다.
또한 신동엽의 시비, 생가, 묘소와 금강 등을 둘러보는 ‘신동엽 유적지 문학기행’과 부여 정림사지 박물관에서 초·중·고생 400여명이 시와 산문을 겨루는 백일장이 열렸고, 4월 내내 도로변 등에 ‘산에 언덕에’ ‘금강’ 등 신동엽 시인의 대표 시 액자걸기와 신동엽의 흉상 건립 모금 운동이 펼쳐졌다.

### 수상
- 2003년 은관문화훈장 서훈[11]

## 가족 관계
- 배우자: 인병선 (1935년 6월 26일 ~ )
  - 장남: 신좌섭 (1959년 ~ 2024년 3월 30일)
    - 며느리: 정승혜
      - 손녀: 신정원

  - 차남: 신우섭
  - 장녀: 신정섭

## 같이 보기
- 신동엽문학상